# Östra Husby församling
Östra Husby församling är en församling i Linköpings stift inom Svenska kyrkan. Församlingen ingår i Östra Vikbolandets pastorat och ligger i Norrköpings kommun i Östergötlands län.

## Administrativ historik
Församlingen har medeltida ursprung. År 1615 utbröts Kvarsebo församling. 
Församlingen utgjorde till 1962 ett eget pastorat. Från 1962 var församlingen moderförsamling i pastoratet Östra Husby, Häradshammar, Jonsberg, Östra Ny och Rönö. Från en tidpunkt efter 1988 men före 2009 ändrades pastoratets namn till Östra Vikbolandets pastorat. Församlingen införlivade 1 januari 2010 Häradshammars församling. Jonsbergs församling utökades samtidigt varför pastoratet från 2010 består av Östra Husby och Jonsbergs församlingar.

## Kyrkoherdar
Lista över kyrkoherdar.
| Ämbetstid | Namn                | Levnadstid | Övrigt                                                  |
| --------- | ------------------- | ---------- | ------------------------------------------------------- |
| 1278      | Ingimundus          |            |                                                         |
| 1283–1298 | Bero                |            |                                                         |
| 1304      | Ohinus              |            |                                                         |
| 1313      | Nicolaus Sigvasti   |            |                                                         |
| 1334      | Johannes            |            |                                                         |
| 1346      | Thyrgillus          |            |                                                         |
| 1360      | Bero                |            |                                                         |
| 1383–1386 | Magnus              | Död 1386   |                                                         |
| 1387–1434 | Nicolaus            | Död 1434   |                                                         |
| 1435–1459 | Haenricus           | Död 1459   |                                                         |
| 1460–1472 | Thordo Olavi        |            |                                                         |
| 1501      | Johannes Ingolfi    |            |                                                         |
| 1510–1520 | Edverdus Johannis   | Död 1520   |                                                         |
| 1521–1533 | Haquinus Laurentii  | Död 1533   |                                                         |
| 1534–1560 | Joannes Olavi       | Död 1560   |                                                         |
| 1561-1590 | Nicolaus Andreæ     | Död 1590   | Far till Karin Nilsdotter och Andreas Nicolai.          |
| 1591–1631 | Andreas Nicolai     | 1567–1631  | Son till Nicolaus Andreae.                              |
| 1633-1654 | Samuel Palumbus     | 1602-1654  |                                                         |
| 1657-1685 | Nicolaus Langelius  | 1615-1685  | Kyrkoherde, prost och kontraktsprost.                   |
| 1685-1699 | Haraldus Askebom    | 1651-1699  | Kyrkoherde och prost.                                   |
| 1700-1714 | Andreas Simonsson   | 1659-1714  |                                                         |
| 1715-1729 | Johannes Serlachius | 1658-1729  | Kyrkoherde och kontraktsprost.                          |
| 1731-1745 | Johan Collander     | 1674-1745  |                                                         |
| 1747-1762 | Petrus Lagerman     | 1706-1790  | Senare kyrkoherde i Sankt Olofs församling, Norrköping. |
| 1763-1773 | Ericus Kindahl      | 1706-1773  |                                                         |
| 1775–1789 | Johan Malmenius     | 1734–1789  |                                                         |
| 1792-1819 | Abraham Netzel      | 1759-1831  | Senare kyrkoherde i Hedemora församling.                |
| 1819–1849 | David Uddo Widén    | 1781–1849  |                                                         |
| 1851–1863 | Jon Wåhlander       | 1801–1863  |                                                         |
| 1867–1894 | Hampus Scherini     | 1817–1894  |                                                         |
| 1897–1910 | Anders Neander      | 1844–1910  |                                                         |
| 1911–1925 | Axel Arnell         | 1855–1925  |                                                         |
| 1926–1931 | Edvin Axelsson      | 1885–      | [ 8 ]                                                   |
| 1935–1955 | Erik Grahm          | 1904–      | [ 9 ] [ 10 ]                                            |
| 1982–1984 | Torbjörn Sjöberg    | 1951–      | [ 11 ]                                                  |

## Klockare och organister
Lista över klockare och organister.
| Ämbetstid | Namn                   | Levnadstid | Övrigt                              |
| --------- | ---------------------- | ---------- | ----------------------------------- |
| 1716-1732 | Enoch Johansson        |            | Klockare                            |
| 1732-1734 | Jöns Carlsson          |            | Klockare                            |
| 1740-1761 | Gustaf Lagergren       | 1707-1767  | Organist och klockare               |
| 1761-1780 | Magnus Stenbeck        |            | Organist                            |
| 1790-1825 | Johan Erik Stenbeck    | 1760-1825  | Organist                            |
| 1827-1830 | Johan Peter Lagerström | 1801-      | Organist                            |
| 1830-1831 | Håkan Andersson        | 1803-      | Organist                            |
| 1831-1834 | Per Landin             | 1809-1834  | Organist                            |
| 1834-1835 | Gustaf Renholm         | 1808-      | Vikarierande klockare och organist. |
| 1836-1855 | Johan Henrik Allard    | 1810-      | Klockare och organist.              |

## Kyrkor
- Östra Husby kyrka
- Häradshammars kyrka